# Batina
 Ovo je glavno značenje pojma Batina. Za gradsko naselje Kutine pogledajte Batina (Kutina).
Batina (ponekad Batina Skela, mađ. Kiskőszeg, njem. Donau-Daru-Winkel) naselje je i pristanište na Dunavu u Baranji. Razvilo se u lokalni centar sjeveroistočnog dijela Baranje u dijelu Banskog brda gdje ono izbija na Dunav. Najvažnija veza Baranje s Bačkom vodi preko Batine gdje je 1974. godine izgrađen cestovni most na Dunavu (ranije se prevozilo skelom). 

## Stanovništvo
Prema popisu stanovništva 2021., Batina ima 594 stanovnika.

### Naselja
Na južnome dijelu Bajskoga kanala nalazi se dio hrvatskog državnog područja na kojemu je smješteno naselje Kenđija, a naziva se Oraškovica. Uz sam kanal jest Gombarov salaš. Preko kanala i potoka Šuster najbliža su naselja Kolut i Bereg. Kenđiju (i Oraškovicu) okružuje sa zapadne strane veća nizina koja nosi naziv Karapandža, unutar koje je jezero Labudnjovača i potok Lašufok. Bajski kanal ulijeva se u Veliki kanal koji pak utječe u Dunav i tako čini prirodnu granicu prema Vojvodini. Kenđija je od Velikoga kanala odvojena vodozapremninama Bandafok i Baračka, s obzirom na to da je Baračka dio kanalske mreže u svome početku (kod naselja Zimovnika). Stanovnici Kenđije obraćali su se vlastima SRH za naknadu štete od poplava te Batinsko lovačko društvo dobilo je u zakup područje Karapandža (Karapanđa).
| broj stanovnika | 1600  | 1752  | 1963  | 2346  | 2555  | 2746  | 2460  | 2568  | 2233  | 2154  | 2130  | 2043  | 1643  | 1449  | 1048  | 879   | 594   |
|                 | 1857. | 1869. | 1880. | 1890. | 1900. | 1910. | 1921. | 1931. | 1948. | 1953. | 1961. | 1971. | 1981. | 1991. | 2001. | 2011. | 2021. |

## Povijest
U knjizi Hrvatski baranjski mjestopisi Ante Sekulića tvrdi se da je Batina naselje poznato u rimsko doba, te je zabilježeno također i godine 1316. Izvorno je zabilježeno kao Kurszug, zatim mađarski Köszeg (Kö - kamen, szeg - rub). Batina je službeno osnovana 1720. godine naseljavanjem Hrvata, Srba, Mađara i Nijemaca, dok se po knjizi "Tri stoljeća Belja" u poreznim knjigama kao pustara spominje već 1591. godine: "Pretpostavlja se da je i u vrijeme oslobodilačkih ratova bila pusta.  Godine 1696. tu su se vjerojatno naselili srpski doseljenici. Zatim je ponovo opustjela, a 1718. god. naselili su je ponovo veoma siromašni Južni Slaveni i Mađari. Godine 1780. im se pridružuju njemački doseljenici. Pripada joj područje Karapandža i naselje Kenđija.
U Drugom svjetskom ratu je u Batini vođena Bitka kod Batine, između 11. i 19. studenoga 1944. između jedinica NOVJ i Crvene armije s jedne strane i jedinica Wehrmachta i njegovih saveznika s druge strane.

## Spomenici i znamenitosti
Dunav (Zeleni otok), strmi lesni odsjeci Banskog brda, galerijske šume na plavnim ravnima te impozantni spomenik kipara Antuna Augustinčića palim crvenoarmejcima i partizanima pri forsiranju Dunava 11. – 22. studenoga 1944. godine, u narodu poznat i kao "Julka", koji dominira nad naseljem te pridonose njegovom turističkom značaju.
Među arheološkim nalazima od starijega željeznog doba do seobe naroda ističe se keltski ratnički grob s kacigom. U rimsko doba utvrda na limesu Ad Militare.

## Sport
- NK Napredak Batina